# Espen Bredesen
Espen Bredesen (Oslo, 2. veljače 1968.) je bivši norveški skijaš skakač.
Na Zimskim Olimpijskim igrama 1992., loše je skakao, dospjevši kao zadnji na normalnoj skakaonici te 57. od 59 na velikoj. Prebacio se s Daescher tehnike skakanja na V-stil samo mjesec prije toga. Zbog svog slabog nastupa dobio je nadimak "Orao Espen", na osnovu britanskog skakača Eddie 'Orao' Edwards.
Na FIS Svjetskom nordijskom prvenstvu 1993. godine u Falunu, osvojio je zlatna odličja na velikoj skakaonici, momčadski i pojedinačno. U sezoni 1993./94, osvojio je Turneju četiri skakaonice. Osvojio je zlatno i srebrno odličje na Olimpiskim igrama 1994. u Lillehammeru, te 1994. na Svjetskom prvenstvu u skijaškim skokovima na Planici. Bredesen je dvaput rušio svjetski rekord skokovima od 209 metara (1994.) te 210 metara (1997.).

## Vanjske poveznice
- FIS Profil  Arhivirana inačica izvorne stranice od 8. ožujka 2012. (Wayback Machine)
- Holmenkollen medalists -Klikni Holmenkollmedaljen za preuzimanje pdf datoteke
- Holmenkollen winners since 1892 - klikni Vinnere za preuzimanje pdf datoteke